# Cheerleader Scandal
Cheerleader Scandal (Fab Five: The Texas Cheerleader Scandal) è un film del 2008 diretto da Tom McLoughlin, basato su fatti realmente accaduti alla scuola McKinney North High School di McKinney (Texas) nel [2006].
In Italia il film è stato trasmesso da Sky Cinema 1 il 31 marzo 2010 e in prima visione free il 6 ottobre 2012 da La5.

## Trama
Cinque liceali molto belle e disinibite creano uno scandalo comportandosi in modo menefreghista e indisciplinato riguardo alle regole dell'istituto, e ovunque vadano creano scompiglio. Un giorno si crea una violenta lite a causa di un ragazzo tra due delle Fab Five, Geri e Ashley, e quest'ultima verrà esclusa dal gruppo, che diventerà il Fab Four. La ragazza verrà, come molte altre ragazze cheerleader, presa in giro, malmenata e subirà angherie dalle quattro liceali nel corso dell'anno scolastico. A cercare di calmare senza successo le acque, arriverà Emma Carr (Jenna Dewan), ma pure lei subirà i maltrattamenti e le angherie delle quattro ragazze scalmanate. Emma cerca allora in tutti i modi di fare aprire gli occhi alla direttrice, la Signora Tippit (Tatum O' Neill), tra l'altro madre di una delle Fab Four, Brooke (Ashley Benson), e agli altri dirigenti, ma tutti loro sembrano subire il fascino e la paura dello scandalo, finché Emma riesce nel suo intento e alla fine le Fab Four, i dirigenti e la direttrice Tippit vengono espulse in maniera definitiva dall'istituto, mentre Emma Carr assiste felice all'esibizione delle altre cheerleader, tra queste Ashley che alla fine le grida "Sei la numero uno!"